# Jij en ik tegen de wereld
Jij en ik tegen de wereld is een lied van de Nederlandse zangeres Maan. Het werd in 2019 als single uitgebracht en stond in 2020 als elfde track op het album Onverstaanbaar.

## Achtergrond
Jij en ik tegen de wereld is geschreven door Maan de Steenwinkel, Paul Sinha, Daan Makkinga, Jochem Fluitsma en Thomas Helsloot en geproduceerd door Makkinga en Helsloot. Het is een nummer uit het genre nederpop. In het lied bezingt de zangeres een de voor- en tegenspoeden in een relatie. Het werd uitgebracht als tweede single van het album.

## Hitnoteringen
De zangeres had succes met het lied in de hitlijsten van Nederland. Het piekte op de 68e plaats van de Single Top 100 en stond twee weken in deze hitlijst. De Top 40 werd niet bereikt; het lied bleef steken op de vierde plaats van de Tipparade. 